# Boris Aravena
Boris Mauricio Aravena Chamorro (Talca, Chile, 31 de julio de 1982) es un exfutbolista chileno. Jugaba de defensa en diversos clubes de su país.

## Clubes
| Club                | País  | Año       |
| ------------------- | ----- | --------- |
| Curicó Unido        | Chile | 2002-2007 |
| Unión San Felipe    | Chile | 2008-2009 |
| Unión La Calera     | Chile | 2010      |
| Cobresal            | Chile | 2011-2012 |
| Deportes Concepción | Chile | 2013      |
| San Luis            | Chile | 2013-2014 |
| Coquimbo Unido      | Chile | 2014-2015 |

## Palmarés

### Campeonatos nacionales
| Título           | Club             | País  | Año           |
| ---------------- | ---------------- | ----- | ------------- |
| Tercera División | Curicó Unido     | Chile | 2005          |
| Primera B        | Unión San Felipe | Chile | 2009-A        |
| Primera B        | Unión San Felipe | Chile | 2009          |
| Copa Chile       | Unión San Felipe | Chile | 2009          |
| Primera B        | San Luis         | Chile | Apertura 2013 |

- Datos: Q4945184